# L’Herbergement
L’Herbergement – miejscowość i gmina we Francji, w regionie Kraj Loary, w departamencie Wandea.
Według danych na rok 1990 gminę zamieszkiwało 1706 osób, a gęstość zaludnienia wynosiła 102 osób/km² (wśród 1504 gmin Kraju Loary L’Herbergement plasuje się na 360. miejscu pod względem liczby ludności, natomiast pod względem powierzchni na miejscu 701.).